# 东北圩田

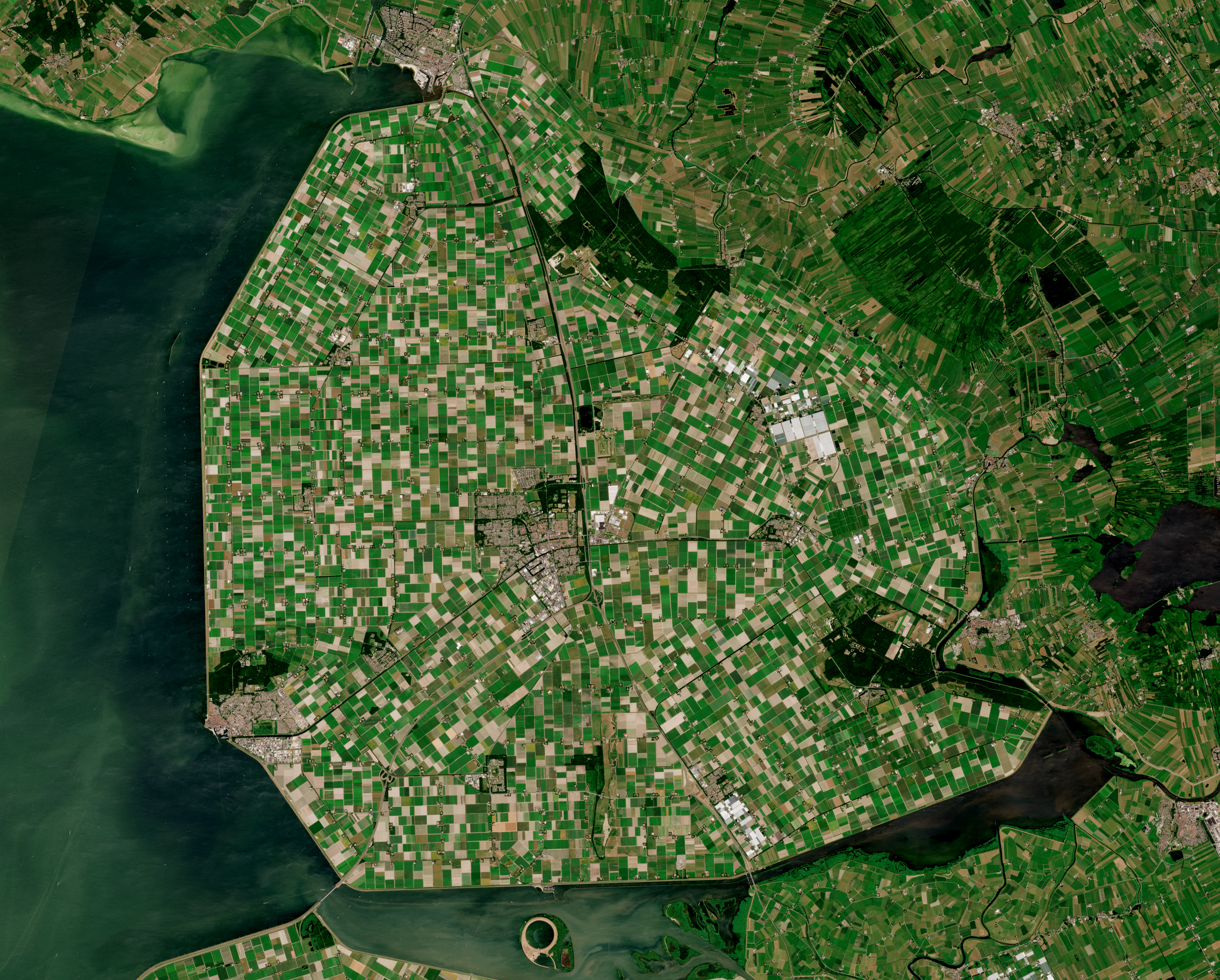
东北圩田衛星地圖

诺德奥斯特波尔德（荷蘭語：Noordoostpolder，讀音ⓘ，指市镇时译作诺德奥斯特波尔德，指圩田时译作东北圩田）是荷兰弗莱福兰省的一个市镇。过去它被称作“于尔克兰”（Urker Land）。埃默洛爾德（Emmeloord）是其行政中心，位于东北圩田中央。该市镇的陆地面积是荷兰最大的（尽管莱利斯塔德和泰尔斯海灵的总面积都比它大，但后两者的面积主要是水域）。在1942年納粹統治期間東北圩田開始乾涸。